# Edgar Stillman Kelley
Edgar Stillman Kelley (født 14. april 1857 i Sparta, Wisconsin, død 12. november 1944 i Oxford, Ohio) var en amerikansk komponist.
Kelley studerede musik dels i Chicago, dels i Stuttgart og blev organist i San Francisco, ved siden deraf kritiker og dirigent ved et operetteteater; senere levede han i Berlin og derefter som konservatorielærer i Cincinnati. Han har skrevet operaer og operetter, symfonier, kammermusik, kor- og orkesterværker som Ben-Hur, Macbeth, The Pilgrim's Progress (1918).